# Marcello Del Duca
Marcello Del Duca (né le 31 août 1950 à Civitavecchia) est un joueur de water-polo italien qui participe aux Jeux olympiques de 1976.
Il est médaillé d'argent en 1976 à Montréal.
.